# Brumano (Alzano Lombardo)
Brumano [bɾuˈmaːno] (Brömà [bɾøˈma] in dialetto bergamasco) è una frazione del comune di Alzano Lombardo in Provincia di Bergamo.

## Origini del nome
Il nome "Brumano" è di origine celtica e significa "sorgente". La versione latinizzata era Bromano.

## Storia
In epoca preromana Brumano era abitato da popolazioni galliche. Alla fine del II secolo a.C. il territorio fu conquistato dai Romani. Brumano era un punto fondamentale per il controllo della strada per Monte di Nese, che collegava val Brembana e val Seriana. La popolazione era dedita a pastorizia e estrazione di pietra cote.
Fra '500 e '700 era una contrada di Alzano Maggiore, all'epoca parte della Repubblica di Venezia. Secondo un resoconto nel 1676 contava 90 abitanti, 62 nel 1700.
La spopolazione è continuata, con 40 abitanti nel 1919, ma secondo l'Enciclopedia Treccani ne contava 185 nel 1929.
Nel 1945 risultava essere la più piccola parrocchia della diocesi di Bergamo, con poco più di 50 abitanti. Oggi località di villeggiatura, ospita una decina di persone residenti stabilmente.

## Monumenti e luoghi d'interesse
- Chiesetta parrocchiale del Santissimo Redentore o della Trasfigurazione di Nostro Signore,[7][8] originaria del Cinquecento, utilizzata soltanto in determinate occasioni.[9] Promossa a parrocchia nel 1640, nel 1942 è stata accorpata alla chiesa di San Bernardo della frazione Burro. Nel 1986 sono state unite a Monte di Nese, da cui è stata nuovamente separata nel 1993 ed accorpata alla parrocchia di Alzano Maggiore.[10]